# Верховный совет культурной революции
Верховный совет культурной революции (ВСКР) (перс. شورای عالی انقلاب فرهنگی‎, Шура-йэ аали-йэ энгелаб-э фархяньги) — государственный орган Исламской Республики Иран, созданный верховным руководителем ИРИ Рухоллой Хомейни сразу после Исламской революции 1979 года. ВСКР находится в Куме.
Решения Совета могут быть отменены только верховным руководителем Ирана. Большинство членов нынешнего Совета назначены великим аятоллой Али Хаменеи, преемником Рухоллы Хомейни. Президент Ирана является председателем Верховного совета культурной революции.

## Цели
Главной целью ВСКР считается «сохранение образования и культуры на 100 процентов исламскими», как завещал имам Хомейни. Данная цель достигается путем активной борьбы с культурным влиянием и идеологиями иностранных государств.
Среди других целей ВСРК:
1. Расширение влияния мусульманской культуры в иранском обществе и укрепление результатов культурной революции путем содействия общественной культуре;
2. Содействие развитию науки и культуры в государстве с учётом отрицания проявлений западной культуры;
3. Осуществление надзора за университетами, школами, культурными и общественными центрами и внедрение в их работу элементов исламской культуры; расширение и укрепление работы центров образования путем тщательного отбора преподавателей, политически и идеологически соответствующих правящему режиму;
4. Публикация научных трудов об Исламской революции;
5. Установление и укрепление культурных связей с другими странами, особенно мусульманскими.

## История
Штаб-квартира культурной революции была сформирована 12 июня 1980 года в соответствии с указом имама Хомейни. Главной её задачей были разработка различных курсов по исламу для иранских университетов и подбор преподавателей, согласных с Исламской академической революцией. Однако в процессе разработки новых учебных курсов штаб-квартира Исламской революции убрала некоторые ученые специальности как «поддельные науки» — например, музыку. Комитеты, созданные после Исламской революции, пришли к таким же выводам относительно многих гуманитарных наук, таких как право, политология, экономика, психология, педагогика и социология.
Высший совет культурной революции был основан в декабре 1984 года, фактически представляя собой орган-преемник Штаб-квартиры культурной революции. Ратифицированные проекты ВСКР действительны как законы, если не противоречат Конституции ИРИ. В соответствии с указом имама Хомейни, утверждённые проекты ВСКР не могут быть отменены никем, кроме верховного руководителя.
ВСКР объявил себя высшим органом культурно-образовательной политики государства. Фактически небольшой орган (в 1980—1983 годах в его состав входило семь человек, в 1984 году — 17 человек, в 1999 году — 36 человек) должен был составлять всю культурную политику государства.
ВСКР создал множество преград студенческому движению 1983—1989 годов, запретив некоторые книги, отстранив от должности ряд преподавателей и отчислив тысячи студентов.
В 1996 году Мохаммад Хатами стал членом ВСКР. Одновременно он исполнял обязанности руководителя ВСКР и президента ИРИ.
В 2001 году ВСКР распорядился о передаче иранского Интернета под контроль государства. Полностью этот приказ не был осуществлён, однако Меджлис принял закон, по которому иранские интернет-провайдеры стали блокировать сайты с материалами для взрослых.
10 июня 2003 года представитель судебной власти Голам-Хоссейн Эльхам заявил, что отсутствие строгой фильтрации Интернета государственными органами «загрязняет климат» Интернета. Эльхам также объявил, что ВСКР возьмёт на себя фильтрацию иранского Интернета. Он перечислил около 20 статей фильтрации, среди которых сайты для взрослых, сайты, «порочащие честь Ирана», антиисламские ресурсы и т. д. Считается, что на данный момент около 30 % сайтов заблокировано в Иране, в их числе огромное количество социальных сетей (VK, Facebook, Tinder и др.).

## Культурная революция
Культурная революция (перс. انقلاب فرهنگی Энгелаб-э фархяньги), 1980-83 гг. — период после Исламской революции 1979 года. Академическое сообщество было «очищено» от западных, антиисламских и антиправительственных настроений.
Культурная революция сопровождалась существенным давлением на университеты, так как в тот период в высших учебных заведениях страны доминировали левые взгляды. Культурная революция стала причиной массовой миграции многих деятелей науки и искусства.